# Raoul Cédras
Raoul Cédras (* 9. Juli 1949) ist ein haitianischer Militär. Er war der Oberbefehlshaber der militärischen Streitkräfte Haitis (Forces Armées d’Haïti, FADH) zur Zeit der Militärdiktatur von 1991 bis 1994.

## Leben
General Raoul Cédras führte den Putsch gegene Präsident Jean-Bertrand Aristide am 30. September 1991 an. Die Zeit seiner Herrschaft war gekennzeichnet durch vom Staat geförderte Menschenrechtsverletzungen, die von der haitianischen Armee und der paramilitärischen Organisation Front Révolutionnaire Armé pour le Progrès d’Haiti (FRAPH) begangen wurden. Die vom Militär und der Organisation FRAPH angewandten Methoden umfassten außergerichtliche Tötungen, zwangsweises Verschwindenlassen von Personen, willkürliche Festnahme und willkürlichen Arrest, Vergewaltigung von Frauen und andere Folter und Gewalt. Mehrere tausend Menschen wurden während der Militärherrschaft getötet.
Im Juli des Jahres 1993 unterzeichnete Cédras eine Vereinbarung, die Jean-Bertrand Aristide, dem demokratisch gewählten Präsidentschaftskandidaten, bis zum Oktober selbigen Jahres die Rückkehr ins Präsidentenamt erlauben sollte. Die Vereinbarung wurde jedoch schließlich durch Cédras und seine militärischen Führer gebrochen.
Mit dem Eintreffen der US-Streitkräfte im September 1994 in Haiti flüchtete Cédras.
Raoul Cédras wurde im Jahr 2000 für seine Beteiligung am Raboteau-Massaker angeklagt und am 16. November 2000 von einem haitianischen Gericht in Abwesenheit zu einer lebenslangen Haftstrafe verurteilt.
Raoul Cédras ging nach Panama ins Exil und lebte in Panama-Stadt.